# Florbal Hradec Králové
Florbal Hradec Králové je český florbalový klub sídlící ve městě Hradec Králové. Své domácí zápasy hraje klub ve Sportovní hale Třebeš. Klub vznikl v roce 2025 sloučením dvou oddílů, mužského FbC Hradec Králové a ženského IbK Hradec Králové.
Mužský tým hraje od sezóny 2023/2024 1. ligu mužů (druhou nejvyšší soutěž), do které postoupil (ještě jako FbC Hradec Králové) poté, co získal licenci od postupujícího FBC Vikings Kopřivnice. Hned v tomto prvním ročníku dokázali postoupit do čtvrtfinále play-off a v další sezóně 2024/2025 až do semifinále.
Ženský tým hraje od sezóny 2013/2014 1. ligu žen (druhá nejvyšší soutěž), kterou do sezóny 2024/2025 hrál ještě jako IBK Hradec Králové. Největším dosavadním úspěchem týmu je finále ligy v sezóně 2015/2016 a následná účast v baráži o postup do Extraligy.
V roce 2025 má klub okolo 500 členů, rozdělených do 28 týmů.

## Historie
Klub vznikl v  roce 2025, kdy se ženský oddíl IBK Hradec Králové a mužský oddíl FbC Hradec Králové spojili zpět do jednoho klubu a vznikl tak klub Florbal Hradec Králové.

## Mužský tým

### Sezóny FbC Hradec Králové
| Sezóna    | Úroveň | Soutěž       | Umístění | Poznámka |
| --------- | ------ | ------------ | -------- | --- |
| 2021/2022 | 4      | Divize       |          | Výhra v 2. kole play-up proti FBC Přerov – Postup do vyšší ligy                                                                       |
| 2022/2023 | 3      | Národní liga |          | Vypadnutí v semifinále play-off proti ASK Orka Čelákovice – Získání licence na postup do vyšší soutěže od týmu FBC Vikings Kopřivnice |
| 2023/2024 | 2      | 1. liga      | 5.       | Vypadnutí ve čtvrtfinále play-off proti Goldea Panthers Otrokovice                                                                    |
| 2024/2025 | 2      | 1. liga      | 3.       | Vypadnutí v semifinále play-off proti Florbal Ústí                                                                                    |

## Ženský tým

### Sezóny IBK Hradec Králové
| Sezóna    | Úroveň | Soutěž                   | Umístění | Poznámka                                                                                 |
| --------- | ------ | ------------------------ | -------- | ---------------------------------------------------------------------------------------- |
| 2012/2013 | 3      | 2. liga (divize IV A)    |          | Postup do vyšší ligy.                                                                    |
| 2013/2014 | 2      | 1. liga (divize I)       |          | Udržení v lize                                                                           |
| 2014/2015 | 2      | 1. liga                  |          | Vypadnutí v semifinále play-off proti RECUTECH TJ Sokol Jaroměř                          |
| 2015/2016 | 2      | 1. liga                  | 2.       | Prohra ve finále play-off proti FbC Panthers – Prohra v baráži proti TEMPISH FBS Olomouc |
| 2016/2017 | 2      | 1. liga (skupina Východ) |          | Vypadnutí ve čtvrtfinále play-off proti itelligence Bulldogs Brno                        |
| 2017/2018 | 2      | 1. liga (skupina Východ) |          | Vypadnutí ve čtvrtfinále play-off proti FBŠ Slavia Plzeň                                 |
| 2018/2019 | 2      | 1. liga (skupina Východ) |          | Vypadnutí v semifinále play-off proti TJ Sokol Královské Vinohrady                       |
| 2019/2020 | 2      | 1. liga (skupina Východ) |          | Sezóna ukončena po výhře v osmifinále proti Orel Rtyně v Podkrkonoší                     |
| 2020/2021 | 2      | 1. liga (skupina Východ) |          | Sezóna ukončena po neúplných šesti odehraných kolech základní části                      |
| 2021/2022 | 2      | 1. liga (skupina Východ) |          | Vypadnutí v osmifinále play-off proti TJ Znojmo LAUFEN CZ                                |
| 2022/2023 | 2      | 1. liga (skupina Východ) |          | Vypadnutí v osmifinále play-off proti K1 Florbal Židenice                                |
| 2023/2024 | 2      | 1. liga (skupina Východ) |          | Vypadnutí v osmifinále play-off proti EAV SK Jihlava                                     |

### Známí trenéři
- Jaroslav Marks (2013–2015)